# 日本大学豊山高校登山滑落死亡事件
日本大学豊山高校登山滑落死亡事件（にほんだいがくぶざんこうこうとざんかつらくしぼうじけん）は、新潟県南魚沼市の八海山で日本大学豊山高等学校の生徒が滑落により死亡した事件。

## 概要
2017年7月31日午前11時頃、日本大学豊山高等学校の教諭から新潟県南魚沼市の八海山（標高1,778メートル）で生徒が滑落したと119番通報があった。通報を受けて南魚沼警察署と南魚沼市消防本部山岳救助隊が捜索を行ったところ、通報から約2時間30分後に6合目にある避難小屋「女人堂」（標高1,370メートル）付近の登山道から約80メートル下の岩場で日本大学豊山高等学校3年生の男子生徒（当時17歳）が倒れているのを発見した。男子生徒は既に心肺停止の状態になっており、ヘリコプターで救助を試みたが、悪天候のため当日の救助を断念した。
翌8月1日午前7時25分頃、男子生徒をヘリコプターで救助し、病院に搬送したが死亡が確認された。司法解剖の結果、死因は頭部外傷と骨盤骨折と判明した。
男子生徒は日本大学豊山高等学校の地学部と物理部による地層の観察や調査を目的とした合同合宿に参加しており、事件当日は引率教諭とOB2人も含む計17人が4合目まで八海山ロープウェーで登った後、大崎口ルートを経由して9合目の千本檜小屋を目指していた。男子生徒は引率教諭らが組んだ隊列の後方を歩いており、女人堂の手前にある岩場を登り切った斜面の左側から滑落したと見られる。
同年8月10日、学校側は合宿中に行われていた登山の計画を把握していなかったことが判明した。引率教諭によって提出された出張申請書には、7月30日から2泊3日で山麓のセミナーハウスに宿泊して、7月31日に八海山ロープウェーで4合目まで上ると記載されていたが、登山をする計画については記載されていなかった。
新潟県の登山の難易度では、この生徒が死亡することとなった八海山9合目を往復する大崎口ルートというのは、日帰りでは最も体力を要し登山経験も必要とされるルートであった。参加した生徒はスニーカーなどの軽装であった。